# Valera Fratta
Valera Fratta ist eine norditalienische Gemeinde (comune) mit 1750 Einwohnern (Stand: 31. Dezember 2023) in der Provinz Lodi in der Region
Lombardei.

## Geographie
Das Gemeindegebiet umfasst eine Fläche von 8,01 km². Der Ort liegt auf einer Höhe von 78 Metern über dem Meer. Ortsteil (frazione) ist Carrobio, daneben existieren die Wohnplätze Cascina Canova und Fratta. Die Nachbargemeinden sind Bascapè (PV), Caselle Lurani, Marudo, Marzano (PV), Torre d'Arese (PV), Torrevecchia Pia (PV), Villanterio (PV). Die Gemeinde grenzt an die Provinz Pavia.
Varzi hatte einen Bahnhof an der stillgelegten Bahnstrecke Voghera–Varzi.